# Plectranthus sanguineus
Plectranthus sanguineus là một loài thực vật có hoa trong họ Hoa môi. Loài này được Britten miêu tả khoa học đầu tiên năm 1894.